# Josef Klega
Josef Klega (24. června 1866 Vratimov – ???) byl český a československý politik a poslanec Revolučního národního shromáždění za Republikánskou stranu československého venkova (agrárníky).

## Biografie
Byl sedlákem a starostou ve Vratimově. Jako člen tamního obecního zastupitelstva vystupoval proti posilování německého vlivu na obec, za kterým stála vratimovská továrna na celulózu. Podařilo se mu prosadit zřízení české školy ve Vratimově. Byl rovněž starostou Hrabůvky a zemským poslancem.
Od zemských voleb roku 1913 až do roku 1918 zasedal na Moravském zemském sněmu, kde zastupoval kurii venkovských obcí, český obvod Místek, Moravská Ostrava.
V letech 1918–1920 zasedal v Revolučním národním shromáždění za Republikánskou stranu československého venkova (agrárníky). Podle údajů k roku 1918 byl profesí rolníkem.
V roce 1929 se uvádí jako úředník zemědělské nemocenské pojišťovny v Opavě, nyní ve Frýdku, rozený ve Vratimově.
V roce 1936 oslavil své 70. narozeniny.